# Fosse Réussite
La fosse Réussite ou La Réussite de la Compagnie des mines d'Anzin est un ancien charbonnage du Bassin minier du Nord-Pas-de-Calais, situé à Valenciennes. Le puits est commencé en 1824. La fosse concentre vite les fosses Régie, Ernest et Tinchon, grâce notamment à sa proximité avec la ligne de Somain à Péruwelz. Le terril no 186, La Réussite, est édifié à l'est du carreau. Lorsqu'elle cesse d'extraire en 1893, la fosse a produit depuis son origine 3 578 000 tonnes de houille. Elle est ensuite affectée à l'aérage.
La Compagnie des mines d'Anzin est nationalisée en 1946, et intègre le Groupe de Valenciennes. Le puits est comblé en 1949. Le terril est intégralement exploité lors de la construction de l'autoroute A23, une bretelle en prenant la place.
Une zone d'activité prend la place du carreau de fosse. Au début du XXIe siècle, Charbonnages de France matérialise la tête de puits Réussite.

## La fosse

### Fonçage
La fosse Réussite est commencée en 1824 par la Compagnie des mines d'Anzin sur le territoire de Valenciennes.
L'orifice du puits est situé à l'altitude de 54 mètres. Le terrain houiller est atteint à la profondeur de 72 ou 76 mètres,.

### Exploitation
La fosse Réussite est située à 1 033 mètres au sud-ouest de la fosse Tinchon. Elle concentre relativement rapidement les productions des fosses Régie, Ernest et Tinchon, et bénéficie d'une bonne situation au sud de la ligne de Somain à Péruwelz. Le puits atteint la profondeur de 520 mètres. La fosse cesse d'extraire en 1893, après avoir produit 3 578 000 tonnes de houille grasse et demi-grasse.
La Compagnie des mines d'Anzin est nationalisée en 1946, et intègre le Groupe de Valenciennes. Le puits est comblé en 1949, la même année que le puits no 2 de la fosse Dutemple.

### Reconversion
Une zone d'activité occupe le carreau de fosse. Au début du XXIe siècle, Charbonnages de France matérialise la tête de puits Réussite. Le BRGM y effectue des inspections chaque année. Il ne reste rien de la fosse.

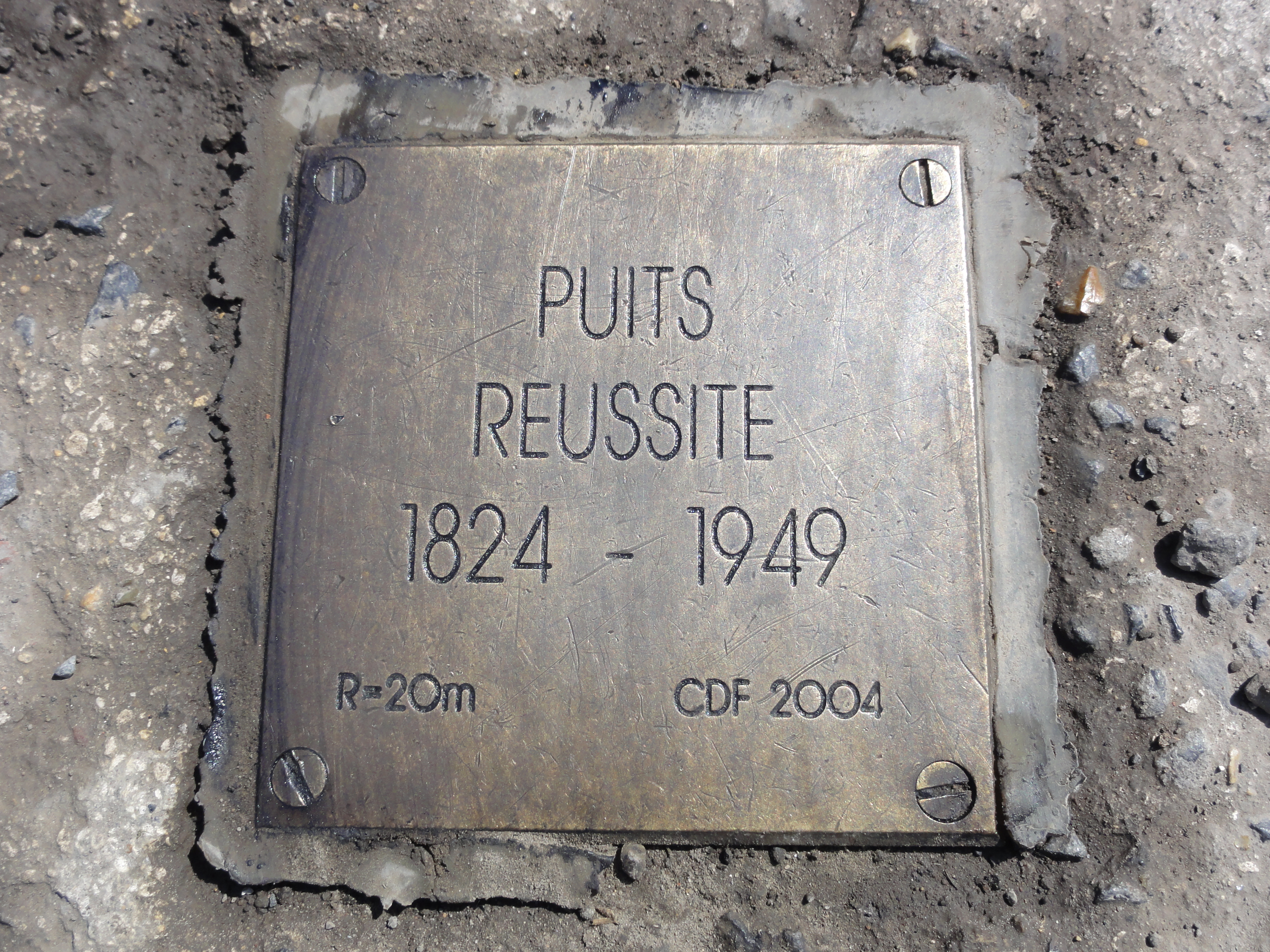
Puits Réussite, 1824-1949.
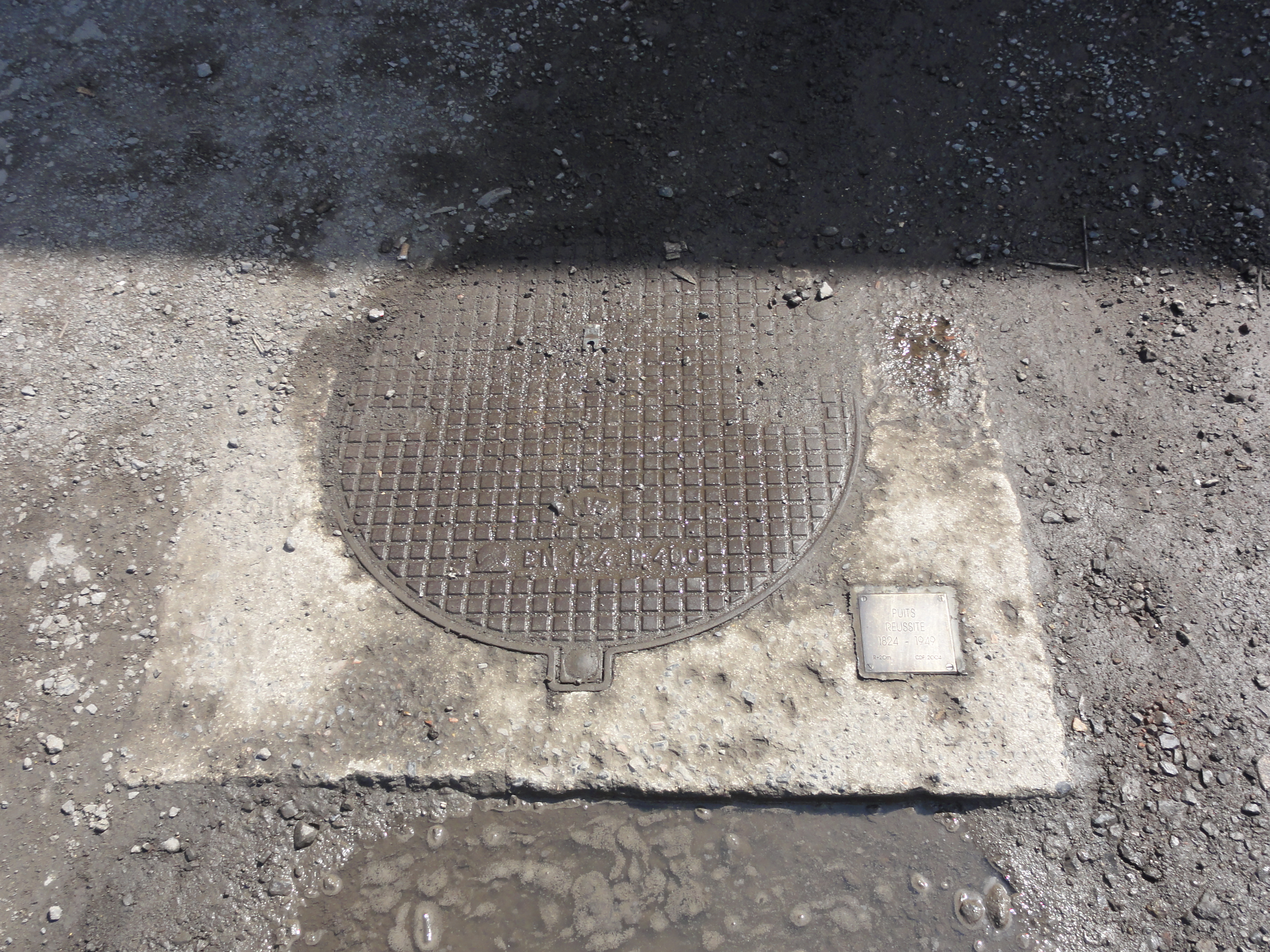
La tête de puits matérialisée.
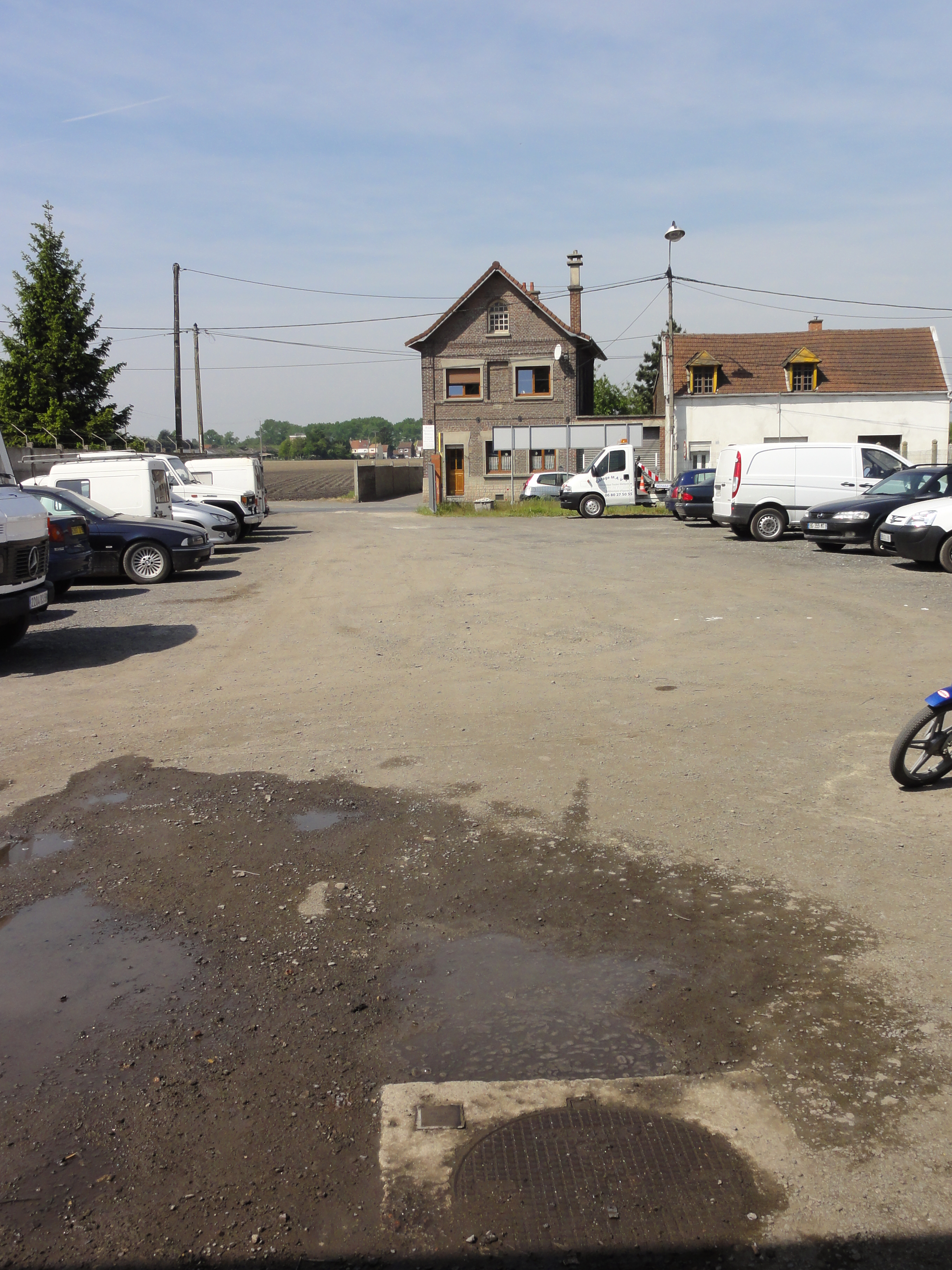
Le puits dans son environnement.
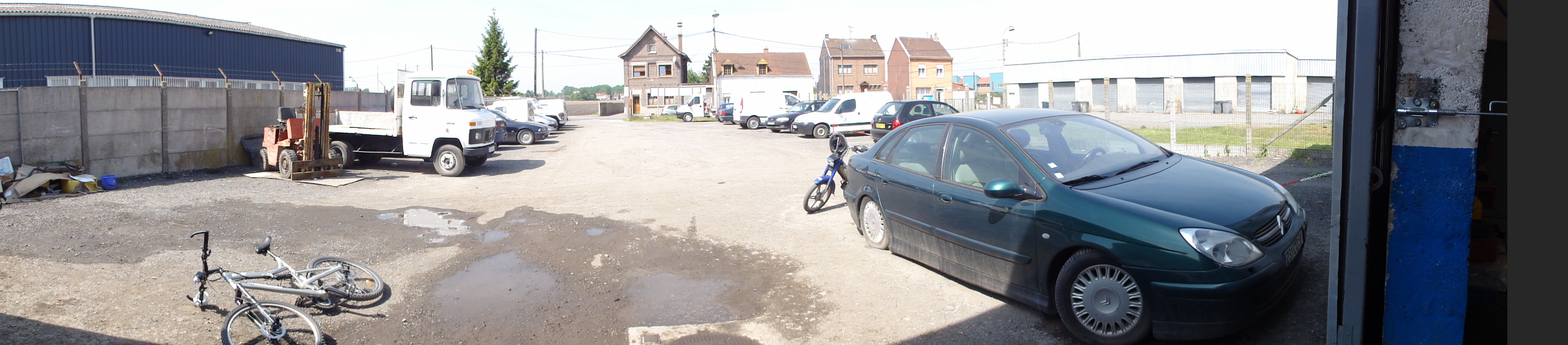
Le puits dans son environnement.

## Le terril
50° 21′ 23″ N, 3° 28′ 59″ E
Le terril no 186, La Réussite, disparu, situé à La Sentinelle, était le terril plat de la fosse La Réussite des mines d'Anzin. Initialement haut de quatorze mètres, il a été intégralement exploité. Une bretelle d'accès de l'autoroute A23 passe sur le site,.